# Christophe Laporte
Christophe Laporte (La Sanha, Var, 11 de desembre de 1992) és un ciclista francès professional des del 2014. Actualment corre a l'equip Team Visma-Lease a Bike.
En el seu palmarès destaca una victòria d'etapa al Tour de França de 2022 i la Gant-Wevelgem i l'A través de Flandes del 2023.

## Palmarès
- 2012
  - Vencedor d'una etapa al Tour d'Alvèrnia
  - Vencedor d'una etapa al Tour de Mosela
- 2013
  - Medalla de plata Jocs del Mediterrani
  - 1r al Tour del Cantó de Saint-Ciers i vencedor d'una etapa
  - Vencedor d'una etapa al Tour de la Manche
- 2015
  - 1r al Tour de Vendée
- 2017
  - 1r al Tour de Vendée
- 2018
  - Vencedor d'una etapa a l'Étoile de Bessèges
  - Vencedor de 2 etapes al Tour La Provence
  - Vencedor d'una etapa a la Volta a Bèlgica
  - Vencedor d'una etapa a la Volta a Luxemburg
- 2019
  - 1r a l'Étoile de Bessèges i vencedor de 2 etapes
  - 1r al Tour de Poitou-Charentes i vencedor de 3 etapes
  - Vencedor de 2 etapes a la Volta a Luxemburg
- 2021
  - 1r al Circuit de Valònia
  - 1r al Gran Premi de Valònia
  - Vencedor d'una etapa a l'Étoile de Bessèges
  - Vencedor d'una etapa al Tour del Llemosí
- 2022
  - 1r a la Binche-Chimay-Binche
  - 1r a la Volta a Dinamarca i vencedor d'una etapa
  - Vencedor d'una etapa a la París-Niça
  - Vencedor d'una etapa al Tour de França
- 2023
  -  Campió d'Europa en ruta
  - 1r a la Gant-Wevelgem
  - 1r a l'A través de Flandes
  - Vencedor de 2 etapes al Critèrium del Dauphiné
- 2024
  -  Medalla de bronze en ruta als Jocs Olímpics
  - 1r a la París-Tours

### Resultats al Tour de França
- 2015. 127è de la classificació general
- 2016. 157è de la classificació general
- 2017. 133è de la classificació general
- 2018. 124è de la classificació general
- 2019. No surt (8a etapa)
- 2020. 107è de la classificació general
- 2022. 75è de la classificació general. Vencedor d'una etapa
- 2023. 80è de la classificació general